# Андрєєв Сергій Миколайович
Сергій Миколайович Андрєєв (узб. Andreyev Sergey Nikolay o‘g‘il; нар. 14 вересня 1970) — радянський та узбецький футболіст, півзахисник.

## Клубна кар'єра
Розпочав кар'єру в 1987 році в складі ташкентського «Пахтакора». У 1988—1989 роках проходив службу в узбецьких клубах СКА і СКА-РШВСМ. У 1990 році разом з групою товаришів по службі перейшов в «Шахтар» (Ангрен). У тому ж році вийшов разом з «Пахтакором» у Вищу лігу. У 1991 році весь сезон відіграв за Наманганська «Навбахор» у першій лізі.
У 1992 році перейшов до сімферопольської «Таврії», в складі якої виграв перший чемпіонат України та брав участь в матчі Ліги чемпіонів. 18 березня 1992 року дебютував у Вищій лізі чемпіонату України а поєдинку проти львівських «Карпат».
З 1994 року грав у Вищій лізі Узбекистану, завойовував медалі чемпіонату і Кубку Узбекистану в складі «Навбахора» та «Нафтовика».
У січні 1998 року на зборах в ОАЕ зіграв товариський матч проти самарських «Крила Рад». Влітку 1998 року дебютував в російському чемпіонаті в складі «Крил». Зіграв 3 матчі в першості країни, брав участь в матчі 1/16 фіналу Кубка Росії. Потім захищав кольори російських клубів «Волгар-Газпром» та «Металург-Захсиб». У цей же період захищав кольори клубу «Дустлік».
До вересня 2002 року грав за іркутську «Зірку». У сезонах 2001/02 і 2002/03 грав в індійських клубах. У 2003 повернувся в Узбекистан, де виступав у «Навбахорі» та «Нафтчі». У 2004 році у віці 34-ох років завершив футбольну кар'єру в казахському клубі «Ордабаси».

## Кар'єра в збірній
19 червня 1996 року дебютував у збірній Узбекистану. У футболці національної збірної провів 2 поєдинки.

## Кар'єра тренера
Тренерську кар'єру почав з 2006 року, коли обійняв посаду тренера ПФК «Локомотив» (Ташкент). Разом з командою став бронзовим призером 2013 року.

## Досягнення
- Вища ліга чемпіонату України
  -  Чемпіон (1): 1992

- Чемпіонат Узбекистану
  -  Чемпіон (1): 1995
  -  Срібний призер (1): 1996
  -  Бронзовий призер (2): 1994, 1997

- Кубок Узбекистану
  -  Володар (1): 1996

- Ліга чемпіонів АФК
  -  Бронзовий призер (1): 1994/95